# Llista de Creus de Sant Jordi/2013/Persones

#### Persones
Informació actualitzada per un bot. Els canvis manuals es perdran quan s'actualitzi!
| Persona                             | Wikidata  | Descripció                                        | Ocupació                                                              | Imatge |
| ----------------------------------- | --------- | ------------------------------------------------- | --------------------------------------------------------------------- | ------ |
| Maria Assumpció Balaguer i Golobart | Q456611   | actriu de teatre, televisió i de cinema           | actor de televisió actor de cinema                                    |        |
| Raimon Carrasco i Azemar            | Q547427   | empresari català i 34è president del FC Barcelona | emprenedor empresari                                                  |        |
| Antoine Gallimard                   | Q2853970  |                                                   | editor executiu d'empresa                                             |        |
| Romà Gubern Garriga-Nogués          | Q3822596  |                                                   | escriptor crític de còmics                                            |        |
| Narcís Comadira i Moragriega        | Q9048758  | poeta català                                      | pintor periodista poeta escriptor                                     |        |
| Ricard Fernàndez Deu                | Q9068978  | advocat i periodista català                       | periodista polític presentador de televisió advocat                   |        |
| Daniel Giralt-Miracle i Rodríguez   | Q11916574 | Historiador i critic d'art                        | historiador de l'art historiador crític d'art professor d'universitat |        |
| Pepita Llunell i Sanahuja           | Q11940875 |                                                   | compositor empresari actor                                            |        |
| Ramon Gomis de Barbarà              | Q11944595 | metge i escriptor català                          | metge escriptor                                                       |        |
| Andreu Gispert i Llavet             | Q16166539 | economista espanyol                               | economista                                                            |        |
| Anna Santamaria i Tusell            | Q16167087 | Professora de català, Fundadora Òmnium Terrassa   | professor de català activista cultural                                |        |
| Pere Balsells i Jofre               | Q16174112 | empresari i mecenes català                        | empresari mecenes                                                     |        |
| Daniel Martínez de Obregón          | Q16190437 | empresari espanyol                                | empresari                                                             |        |
| Julio Sorigué Zamorano              | Q17094316 | Empresari de Catalunya                            | empresari mecenes                                                     |        |
| Jordi Roch i Bosch                  | Q17094326 | Metge i gestor musical                            | metge                                                                 |        |
| Josep Maria Bosch i Aymerich        | Q17094346 | Arquitecte i empresari de Catalunya               | enginyer arquitecte empresari                                         |        |
| Francesc Piñas i Brucart            | Q19290926 | casteller de la Colla Vella Xiquets de Valls      | casteller                                                             |        |
| Joan Planes Vila                    | Q19299974 | empresari català                                  | empresari                                                             |        |
| Jordi Rius i Garriga                | Q19300221 | Cardiòleg espanyol                                | metge                                                                 |        |
| Josep Maria Queraltó i Bonell       | Q19300527 | empresari espanyol                                | empresari                                                             |        |
| Josep Raimon Prous Cochs            | Q19300648 | empresari català (1930-2020)                      | empresari                                                             |        |
| Concepció Mata i Fuentes            | Q19998222 |                                                   |                                                                       |        |
| Josep Lluís Rovira Escubós          | Q20004631 | economista català                                 | economista                                                            |        |
| Maria Martorell i Codina            | Q20101088 | mestra i directiva del moviment coral a Catalunya |                                                                       |        |
| Montserrat Maspons i Bigas          | Q20101239 |                                                   |                                                                       |        |